# Гераклиан
Гераклиан (греч. Ἡρακλειανὸς, лат. Heraclianus) — римский император-узурпатор в 413 году.

## Биография
О происхождении Гераклиана ничего неизвестно. Он стал известен после убийства могущественного магистра армии Стилихона 22 августа 408 года, в котором принял главное участие. Именно по этой причине император Гонорий, хотевший удалить его от центральной власти, назначил Гераклиана в качестве вознаграждения за убийство Стилихона комитом Африки.
Однако Павел Орозий относил назначение Гераклиана комитом к 409 году. Также Орозий называл комитом Африки в 408 году некого Иоанна, убитого своими подчиненными. Зосим же заявлял, что Гераклиан был преемником Бафанария, шурина Стилихона. В 409 году префект Рима Приск Аттал при поддержке короля вестготов Алариха I восстал против Гонория, укрепившегося в Равенне, и объявил себя императором. Гераклиан же остался на стороне Гонория и, контролируя все африканские порты, задержал большинство поставок зерна в Рим, вызвав голод среди жителей города.
Однако Аттал практически не предпринимал никаких действий в отношении Гераклиана, несмотря на то, что тот задерживал поставки зерна в Рим. Всё же узурпатор послал назначенного им комитом Африки некоего Константа с армией, рассчитывая свергнуть при его помощи Гераклиана или убедить провинциалов поднять бунт. Однако Констант был схвачен и убит во время битвы, в то время как Гераклиан конфисковал все деньги, отосланные Атталом на подкуп населения, и остановил торговлю между Африкой и Италией. Аларих хотел послать вторично армию против Гераклиана, но Аттал отказался и Аларих сверг его. Аларих намеревался послать против комита Африки всего пятьсот человек и это признак, что у Гераклиана было мало солдат, однако, вероятно, что его поддерживало местное население, поскольку Гонорий издал указ о терпимости к донатизму, очень популярному в Африке.
В 413 году Гераклиан провозгласил себя консулом, но его не признал ни Восток, ни Запад. Затем уверенный в своих силах он провозгласил себя августом. После этого он снова перекрыл поставку зерна в Рим. Потом Гераклиан набрал флот и армию для вторжения в Италию. Однако вскоре после прибытия Гераклиана в Италию он потерпел поражение. Есть две версии о его смерти: согласно некоторым источникам, он прибыл в Италию и двинулся на Рим, но был напуган прибытием комита Умбрия Марина. Тогда Гераклиан оставил свою армию и сбежал в Карфаген, где и был казнён 7 марта. По второй версии, после грандиозного сражения, где Гераклиан потерпел поражение, он бежал в Карфаген, где был убит в храме Мемории посланниками Гонория. Состояние Гераклиана, оцениваемое в две тысячи ливров, было забрано будущим императором Констанцием III. Иероним Стридонский обвинял Гераклиана в дурном обращении с теми, кто сбежал из Рима в Карфаген во время узурпации Аттала, а также называл его пьяницей и коррумпированным человеком.
Дочь Гераклиана вышла замуж за его доместика Сабина.